# Ода (Норвешка)
Ода (Норвешка) (норв. Odda) је насељено место у Норвешкој у округу Хордаланд. Има статус града од 2004.